# BIO «Hesperides» (A-33)
BIO «Hesperides» (A-33) — полярне дослідницьке судно ВМС Іспанії. Було побудовано іспанською суднобудівною компанією Navantia на корабельні в Картахені. Є єдиним кораблем Іспанії, який спеціально побудований для проведення науково-дослідних робіт в будь-якій точці світу. Використовується для обслуговування науково-дослідних баз в Антарктиді, а також для участі в різних експедиціях. Закладено 14 листопада 1988 року, спущений на воду 12 березня 1990 року, введений в експлуатацію 16 травня 1991 року.
У 2003-2004 роках на судні було проведено капітальний ремонт, в ході якого було посилено корпус судна для подолання більш товстої криги. Також були покращені всі системи і житлові приміщення. Судно оснащене одинадцятьма лабораторіями, загальна площа яких становить 345 м2. Вони розташовуються на головній палубі і нижче.
У 2009 році судно брало участь у порятунку круїзного лайнера «Ocean Nova», яке сіло на мілину в 2 км від аргентинської антарктичної станції San Martine ввечері 16 лютого в Антарктиці. На борту судно було 106 осіб (серед пасажирів були громадяни України), яких було доставлено на берег.
У період з листопада 2013 по квітень 2014 роки пробув шість місяців на ремонті і технічному обслуговуванні на верфі компанії Navantia в Картахені.
З 1991 по 2018 рік судно загалом взяло участь у 23-х  антарктичних кампаніях. Кампанія 2018-2019 рр. стала XXIV антарктичною кампанією корабля в рамках XXXII іспанської антарктичної кампанії.